# ليو ليكسنر
ليو ليكسنر (1908-1942) صحفيًا ألمانيًا نازيًا ومراسلًا للحرب. وهو معروف بكتابه من Lemberg إلى Bordeaux، وهو حساب مباشر للحرب في بولندا والدول المنخفضة وفرنسا، 1939-1940، خلال الحرب العالمية الثانية. 

## النشأة والتعليم
ولد ليو ليكسنر، نجل معلم المدرسة، في ثورل-ماجلرن، النمسا، في 26 مارس 1908، وتخرج في عام 1918 من صالة الألعاب الرياضية الوطنية الألمانية الحقيقية في فيلاخ. درس الأدب الألماني في جامعة غراتس وحصل على دكتوراه في الفلسفة عام 1932، مع أطروحة بعنوان محمد في الشعر الألمان .  

## صحفي ومراسل حرب
بعد عام 1933، كتب ليكسنر لصحيفة دير أنغريف، وتم تعيينه في مكتب فيينا. كتب أيضًا لمجلة فولكشر بيوباختر والمنشورات النازية الأخرى. في 22 أغسطس 1939، تطوع في فيرماخت. كان كتابه الأكثر شهرة هو  Lemberg إلى Bordeaux : ront تجارب مراسل حرب (1941).  

## الموت
قتل ليكسنر في 14 أغسطس 1942 في كراسنودار كوبان (روسيا). أصيب برصاصة في رأسه أثناء عبوره نهر كوبان في قارب قابل للنفخ. حصل على الصليب الحديد من الدرجة الأولى في يوم وفاته. 

## كتب
- Von Lemberg bis Bordeaux: Fronterlebnisse eines Kriegsberichters ( من Lemberg إلى Bordeaux: Front Experiences of a War Reporter بواسطة Leo Leixner. 11 طبعة تم نشرها بين عامي 1941 و 1942 باللغة الألمانية وتحتفظ بها 71 مكتبة أعضاء في WorldCat حول العالم )
- Generaloberst Eugen Ritter von Schobert ؛ Lebensbild eines deutschen Armeeführers بقلم ليو ليكسنر. نُشرت أربعة إصدارات عام 1942 باللغة الألمانية وتحتفظ بها 13 مكتبة من أعضاء WorldCat حول العالم